# Staatsanwaltschaft Bremen

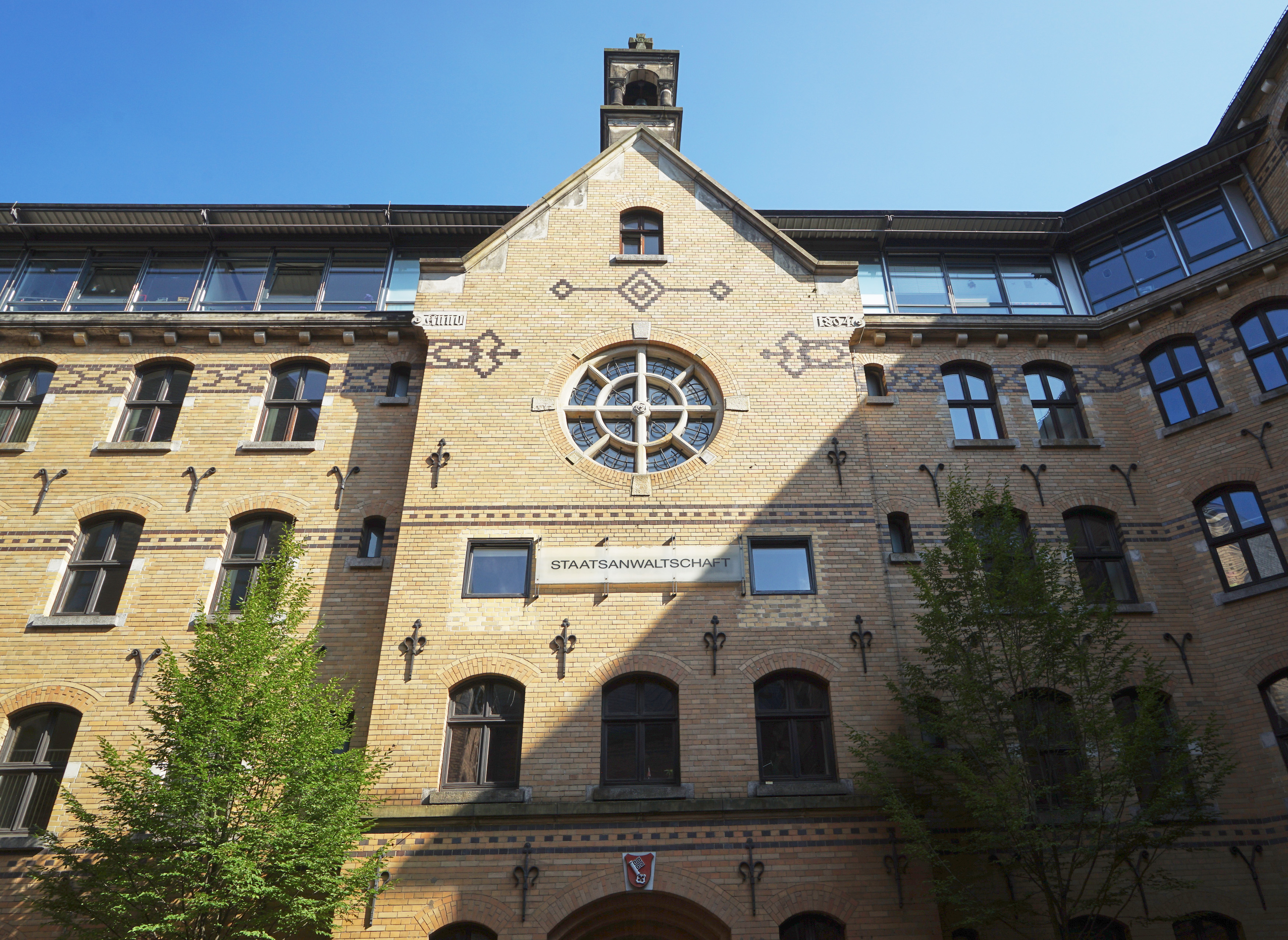
Gebäude der Staatsanwaltschaft Bremen

Die Staatsanwaltschaft Bremen ist eine Strafverfolgungs- und Strafvollstreckungsbehörde des Landes Bremen. Sie hat ihren Sitz in der Ostertorstraße 10. Eine Zweigstelle befindet sich in Bremerhaven unter der Anschrift Nordstraße 10.  Leitender Oberstaatsanwalt ist Janhenning Kuhn; sein ständiger Vertreter ist Frank Schmitt. Sie ist dem Landgericht Bremen zugeordnet. Ihr übergeordnet ist die Generalstaatsanwaltschaft Bremen.

## Aufgaben und Aufbau
Hauptaufgabe der Staatsanwaltschaft Bremen ist die Strafverfolgung und die Strafvollstreckung. Im Strafverfahren ist sie an jedem Verfahrensschritt beteiligt. 
Die Hauptstelle gliedert sich in acht Ermittlungs- und eine Vollstreckungsabteilung sowie eine Abteilung für Vermögensabschöpfung.
Bei der Zweigstelle Bremerhaven werden diejenigen Straftaten bearbeitet, für die die örtliche Zuständigkeit des Amtsgerichts Bremerhaven eröffnet ist. Nach der Neuorganisation der Staatsanwaltschaft im Jahre 2022 sind bei der Zweigstelle Bremerhaven zwei Abteilungen eingerichtet.

## Geschichte
Im September 2019 erhob die StA Bremen Anklage gegen die Leiterin der Bremer Stelle des Bundesamtes für Migration und Flüchtlinge (BAMF-Affäre). Das Verfahren wurde später gegen Auflage eingestellt. 2019 tätigten Staatsanwälte der StA Bremen, darunter Kuhn, in einem Interview mit Zeit online Behauptungen über das Privatleben der Leiterin der BAMF-Stelle, deren Unzulässigkeit im Mai 2019 durch das Verwaltungsgericht Bremen festgestellt wurde. Wegen der rechtswidrigen, in die Privatsphäre der Leiterin der BAMF-Stelle eindringenden Behauptungen nahm die Generalstaatsanwältin Kirsten Graalmann-Scheerer im April 2021 Ermittlungen gegen den Leitenden Oberstaatsanwalt Janhenning Kuhn und weitere Staatsanwälte der StA Bremen auf.